# Baituganella
Baituganella es un género de foraminífero bentónico de la familia Caligellidae, de la superfamilia Moravamminoidea, del suborden Fusulinina y del orden Fusulinida. Su especie tipo es Baituganella chernyshinensis. Su rango cronoestratigráfico abarca el Mississippisiense (Carbonífero inferior).

## Discusión
Clasificaciones más recientes incluyen Baituganella en la superfamilia Caligelloidea, del suborden Earlandiina, del orden Earlandiida, de la subclase Afusulinana y de la clase Fusulinata.

## Clasificación
Baituganella incluye a las siguientes especies:
- Baituganella chernyshinensis †
- Baituganella serpiensis †
- Baituganella vulgaris †